# Friend Like Me
《Friend Like Me》는 1992년 디즈니 영화 알라딘의 곡이다. 이 작품은 로빈 윌리엄스가 지니 역을 맡아 노래했다. 이 곡은 제65회 아카데미 시상식에서 아카데미 주제가상, 1993년 제50회 골든 글로브 시상식에서 골든 글로브상 후보에 올랐다.

## 생산
이 곡은 원래 캡 캘러웨이 스타일의 빅 밴드 넘버로 디자인되었다. 로빈 윌리엄스가 캐스팅된 후, 이 곡은 더 희극적이고 대중문화적으로 가득 찬 곡으로 재조명되었다.

## 개요

지니(Genie)는 초자연적인 캐릭터로, 이 음악 번호의 끝에 있는 네온 "Applause"라는 표지판과 같은 시대착오적인 표현뿐만 아니라 알라딘이 설정된 시대 이후 수 세기 동안 만들어졌을 유명한 미디어에 대한 다양한 언급도 자주 사용한다.

알라딘이 자신의 램프에서 지니를 풀어주고, 지니가 알라딘에게 세 가지 소원의 한도 내에서 거의 모든 것을 줄 수 있다고 설명한 후, 지니는 다른 어떤 것과도 친구라는 것을 강조하면서, 회의적인 도둑에게 자신의 니그립능력을 인상적인 음악적 숫자로 증명한다. 이 노래는 미녀와 야수의 마법에 걸린 커틀리가 연주하는 "Be Our Guest"와 노틀담의 꼽추의 "Hunchback"에 나오는 "A Guy Like You"에 나오는 현대적 레퍼런스를 사용하는 것과 비슷하다.